# رابرت اگنیو
رابرت اَگنیو (انگلیسی: Robert Agnew؛ ‏ ۴ ژوئن ۱۸۹۹ – ۸ نوامبر ۱۹۸۳) بازیگر اهل ایالات متحده آمریکا بود. وی بین سال‌های ۱۹۲۰ تا ۱۹۳۴ میلادی فعالیت می‌کرد.
از فیلم‌هایی که وی در آن‌ها نقش داشته‌است، می‌توان به قهرمان دانشکده و شراب اشاره نمود.